# エリダヌス座銀河団

渦巻銀河のNGC1232。エリダヌス座銀河団を構成する最も明るい銀河のうちの一つ。

エリダヌス座銀河団 (Eridanus Galaxy Cluster, Eridanus ClG)は、エリダヌス座に位置する銀河団。天の川銀河からの距離は、約3000万パーセク。NGC1395、NGC1400、NGC1407、NGC1426、NGC1439などの銀河が含まれる。